# 쇼본의 액션
《쇼본의 액션》(일본어: しょぼんのアクション 쇼본노아쿠숀[*]) 혹은 고양이 마리오는 일본의 '치쿠(ちく)'에 의해 슈퍼 마리오 브라더스를 패러디하여 만들어진 인디 게임으로,슈퍼 마리오 브라더스의 1월드를 극악의 난이도로 재탄생시킨 작이다. 여러 곳에 설치된 트랩들을 잘 피해서 목적지까지 도달하는 게임이다.(악마의 게임) 2007년 11월 4일 니코니코 동화에서 '친구에게 마리오 비슷한 게임을 플레이시켜 보았다'라는 영상이 공개된 것을 시작으로, 4탄까지의 영상이 공개된 뒤 제작자로부터 게임이 배포되었다.

## 개요
언뜻 보기에는 슈퍼 마리오브라더스를 그냥 베껴 놓은 듯 보이지만, 곳곳에 매우 많은 트랩이 숨겨져 있다. 예를 들어, 엉뚱한 위치에 히든 박스가 생겨 주인공의 진로를 방해하거나, 땅이 갑자기 꺼지는 등 상당히 위협적이어서 난이도가 매우 어렵다. 이 때문에 ‘막장 마리오’라는 별칭이 붙었다. 또, 적절한 곳에 트랩이 숨어 있어서 ‘낚시 마리오’라는 별칭도 붙었다. 대한민국에서는 '고양이 마리오'라는 별칭으로 익히 알려져 있다.
또한, 맨 처음 3의 라이프를 가지고 시작하는 것 같이 보이지만 이는 그냥 숫자일 뿐 아무 의미가 없고 라이프가 0일 때 죽으면 게임오버가 되는 것이 아니라 라이프가 마이너스로 된 채 계속 진행된다. 즉, 라이프는 무한정이다.

## 조작
조작은 키보드만을 사용한다.
- 시작할 때 ↵ Enter키나 0키를 누르면 된다.
- ←→: 좌우이동.
- ↑ 또는 Z: 점프.
- Space: 누르고 있는 동안 게임 진행속도가 2배가 된다. 떼면 다시 본래 속도로 진행된다.
- 스테이지 선택 시 시테이지에 해당하는 번호를 누르고 ↵ Enter나 0을 누른다.5,6,7,8중 하나를 누르고 ↵ Enter나 0 누를 시 히든 스테이지가 시작된다.
- 시작할 때 0: ↵ Enter보다 황당한 스테이지가 시작된다(랜덤 블록)
- 게임을 하는 도중 O를 누르면 주인공이 죽게 된다.
- Alt: 일시정지
- F1:타이틀로 돌아가기

## 배경 음악
다른 게임의 배경 음악을 차용하였다. 아래와 같다.
- 필드맵: 패밀리 컴퓨터용 치타맨
- 지하맵: 패밀리 컴퓨터용 스필렁커
- 수중맵: 별의 커비 - 대결! 음식레이스
- 보너스: 슈퍼 마리오브라더스 - 보너스
- 성: 마계촌 - 스테이지 1
- 죽음: 슈퍼 마리오브라더스 - 죽음
- 클리어: 슈퍼 마리오브라더스 - 클리어
- 올 클리어: 슈퍼 마리오브라더스 - 월드 클리어 + 엔딩
- 엔딩: MSX2/패미컴 디스크 시스템용 뿌요뿌요

## UCC 동영상
특히, 인터넷 공간에서 쇼본의 액션을 플레이하는 모습을 담은 영상이 많이 있다.

## 이야깃거리
- 이 게임은 2006년경에 지인의 소개로 제작자가 일본의 인터넷 커뮤니티인 2ch에서 유행하던 게임〈인생 막장 대모험(人生ｵﾜﾀ＼(^o^)／の大冒険)〉을 플레이했다가 이듬 해에 어떤 게임을 만들지 생각하던 중 <인생 막장 대모험>이 문득 떠올라 영감을 얻어 만든 게임이라고 밝혔다.[1]

## 같이 보기
- 아이 워너비 더 가이
- 슈퍼 마리사 랜드